# アランヤプラテート郡
座標: 北緯13度42分3秒 東経102度30分42秒 / 北緯13.70083度 東経102.51167度
アランヤプラテート郡（アランヤプラテートぐん、タイ語:อำเภออรัญประเทศ）はタイ中部・サケーオ県の郡（アムプー）の一つ。コークスーン郡、ワッタナーナコーン郡、クローンハート郡と接し、カンボジアとの国境を有する。

## 名称
アランヤプラテートは「僻地」と言う意味。俗にアランプラテートとも発音される。略称はアラン（อรัญฯ）。

## 歴史
元はカビンブリー県の郡だった。1926年4月1日カビンブリー県が解体され、アランヤプラテートはプラーチーンブリー県の郡となった。1993年にアランヤプラテートを含む地域がプラーチーンブリー県から独立し、サケーオ県が成立したことにより、サケーオ県の郡となった。

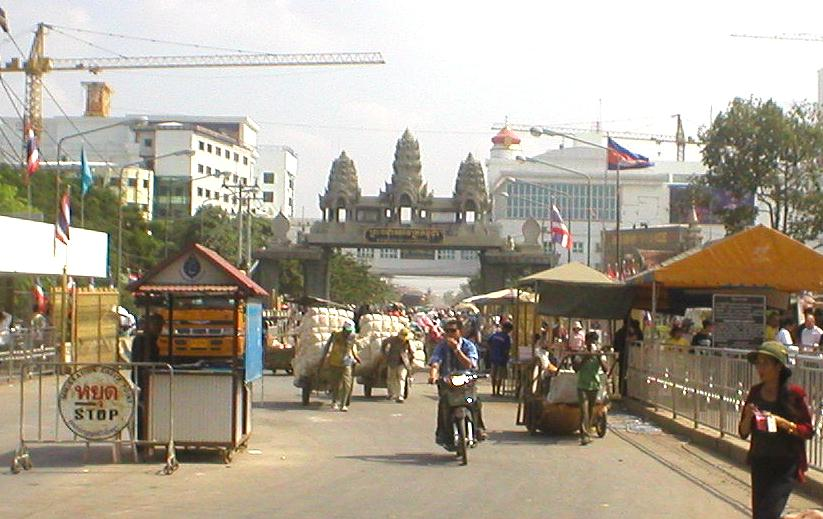
国境の様子

アランヤプラテートはカンボジアとの国境地帯であり、過去にはタイ国鉄の列車がバンコクからプノンペンまで走っていたが、1970年代のクメール・ルージュの時代に運行が停止した。カンボジアの内乱時期にはタイへ逃れるカンボジア難民の通過点となり、内外のマスメディアの注目を集める地名の一つであった。
内乱が収まった現在では逆に、タイ人の観光客の押し寄せる場所となった。タイではカジノが許可されてないが、アランヤプラテートに隣接するポイペトでは合法的にカジノが経営されていると言う背景がある。タイ政府はこれによる外貨の流出を懸念しており、民族的な緊張も相まって、度々国境が閉鎖が行われている。またもう一つの背景としてカンボジア国内の治安改善により観光需要の高いアンコール・ワットへ自家用車で出かけられるようになったことも挙げられる。
2019年4月、タイ国鉄の終着となっていたアランヤプラテート駅から国境およびポイペトを結ぶ国際路線が再開。同年7月からはバンコクから国境までの直通運行が再開する予定である。

## 地理
東部にはカンボジアとの国境が広がる。

### 気候
年間降水量はタイの中では少ないほうである。ほとんど雨の降らない乾季は短く、12月から翌年2月の初めくらいまでである。
| アランヤプラテート (1981–2010)の気候                                                              | アランヤプラテート (1981–2010)の気候 | アランヤプラテート (1981–2010)の気候 | アランヤプラテート (1981–2010)の気候 | アランヤプラテート (1981–2010)の気候 | アランヤプラテート (1981–2010)の気候 | アランヤプラテート (1981–2010)の気候 | アランヤプラテート (1981–2010)の気候 | アランヤプラテート (1981–2010)の気候 | アランヤプラテート (1981–2010)の気候 | アランヤプラテート (1981–2010)の気候 | アランヤプラテート (1981–2010)の気候 | アランヤプラテート (1981–2010)の気候 | アランヤプラテート (1981–2010)の気候 |
| 月                                                                                                | 1月                                  | 2月                                  | 3月                                  | 4月                                  | 5月                                  | 6月                                  | 7月                                  | 8月                                  | 9月                                  | 10月                                 | 11月                                 | 12月                                 | 年                                   |
| ------------------------------------------------------------------------------------------------- | ------------------------------------ | ------------------------------------ | ------------------------------------ | ------------------------------------ | ------------------------------------ | ------------------------------------ | ------------------------------------ | ------------------------------------ | ------------------------------------ | ------------------------------------ | ------------------------------------ | ------------------------------------ | ------------------------------------ |
| 平均最高気温 °C （°F）                                                                            | 32.7 (90.9)                          | 34.8 (94.6)                          | 36.2 (97.2)                          | 36.7 (98.1)                          | 35.1 (95.2)                          | 33.9 (93)                            | 33.1 (91.6)                          | 32.8 (91)                            | 32.6 (90.7)                          | 32.3 (90.1)                          | 31.9 (89.4)                          | 31.4 (88.5)                          | 33.63 (92.53)                        |
| 平均最低気温 °C （°F）                                                                            | 20.2 (68.4)                          | 22.7 (72.9)                          | 24.5 (76.1)                          | 25.5 (77.9)                          | 25.4 (77.7)                          | 25.1 (77.2)                          | 24.8 (76.6)                          | 24.6 (76.3)                          | 24.5 (76.1)                          | 24.0 (75.2)                          | 22.2 (72)                            | 19.9 (67.8)                          | 23.62 (74.52)                        |
| 雨量 mm （inch）                                                                                  | 5.4 (0.213)                          | 27.6 (1.087)                         | 52.4 (2.063)                         | 85.7 (3.374)                         | 168.3 (6.626)                        | 163.6 (6.441)                        | 166.4 (6.551)                        | 208.6 (8.213)                        | 252.3 (9.933)                        | 174.2 (6.858)                        | 36.5 (1.437)                         | 4.8 (0.189)                          | 1,345.8 (52.985)                     |
| 平均降雨日数 （≥1 mm）                                                                            | 1                                    | 3                                    | 5                                    | 9                                    | 17                                   | 18                                   | 19                                   | 20                                   | 19                                   | 15                                   | 6                                    | 1                                    | 133                                  |
| % 湿度                                                                                            | 63                                   | 64                                   | 66                                   | 70                                   | 77                                   | 79                                   | 80                                   | 82                                   | 83                                   | 81                                   | 73                                   | 66                                   | 73.7                                 |
| 出典：Thai Meteorological Department (Normal 1981-2010), (Rainfall mm, Avg. rainy days 1961-1990) |                                      |                                      |                                      |                                      |                                      |                                      |                                      |                                      |                                      |                                      |                                      |                                      |                                      |

## 経済
郡内の産業は農業が中心。カンボジア国境沿いであるため、国境貿易も行われている。また、織物産業なども盛ん。
農産物は米の他、タピオカ、サトウキビなどが生産されている。

## 行政区分
アランヤプラテート郡は13のタムボンに分けられ、その下位に111の村（ムーバーン）がある。アランヤプラテートには自治体（テーサバーン）があり、タムボン・アランヤプラテート全体がテーサバーンムアン（ムアン自治体）アランヤプラテートを形成する。
以下はタムボンの一覧である。
1. タムボン・アランヤプラテート・・・ตำบลอรัญประเทศ
2. タムボン・ムアンパイ・・・ตำบลเมืองไผ่
3. タムボン・ハンサーイ・・・ตำบลหันทราย
4. タムボン・クローンナムサイ・・・ตำบลคลองน้ำใส
5. タムボン・ターカーム・・・ตำบลท่าข้าม
6. タムボン・パーライ・・・ตำบลป่าไร่
7. タムボン・タッププリック・・・ตำบลทับพริก
8. タムボン・バーンマイノーンサイ・・・ตำบลบ้านใหม่หนองไทร
9. タムボン・パーンスック・・・ตำบลผ่านศึก
10. タムボン・ノーンサン・・・ตำบลหนองสังข์
11. タムボン・クローンタップチャン・・・ตำบลคลองทับจันทร์
12. タムボン・ファークフワイ・・・ตำบลหนองสังข์
13. タムボン・バーンダーン・・・ตำบลบ้านด่าน